# Faire la déménageuse
Pour plus de détails, voir Fiche technique et Distribution.
Faire la déménageuse est un film français réalisé par José Varela, sorti en 1973.

## Synopsis
Julie va d'un appartement à l'autre, au fil de ses relations amoureuses. Elle tente ensuite de vivre seule, puis rejoint une communauté hippie avant de s'installer chez Ulysse.

## Fiche technique
- Titre : Faire la déménageuse
- Réalisation : José Varela
- Scénario et dialogues : José Varela, Marie-Hélène Estienne
- Musique : Michel Contat
- Photographie : Jean-Jacques Flori
- Son : Claude Jauvert
- Production : Sylvina Boissonnas
- Sociétés de production : Zanzibar, Films de la Commune
- Pays d'origine :  France
- Durée : 80 minutes
- Dates de sortie :
  - 11 mai 1972 (Présentation au Festival de Cannes)
  - France, 1er mars 1973

## Distribution
- Olimpia Carlisi : Julie
- Chilpéric de Boiscuiller
- Luc Yersin
- Jim Andrieux

## Distinctions
Le film a été présenté à la Quinzaine des réalisateurs, en sélection parallèle du festival de Cannes 1972.